# Aniba intermedia
Aniba intermedia là một loài thực vật]] thuộc họ Lauraceae. Đây là loài đặc hữu của Brasil.